# Masao Orihara
Masao Orihara (折原昌夫 Orihara Masao?) (16 de junio de 1969) es un luchador profesional japonés. Orihara es principalmente conocido por su trabajo en varias empresas de Japón, tales como Wrestle Association R y Michinoku Pro Wrestling. Junto a todo ello, Masao fue fundadador y director de Mobius.

## Carrera
Admirador de Tiger Mask, Orihara tuvo sus primeras experiencias en la lucha libre cuando se unió al club de lucha libre amateur de la universidad de Kanto. Poco después, Masao sería presentado a Genichiro Tenryu, quien le ofreció la oportunidad de luchar en la AJPW.

### All Japan Pro Wrestling (1990)
Después de entrenar en el AJPW Dojo, Orihara debutó en All Japan Pro Wrestling en febrero de 1990 bajo su nombre real, sirviendo de jobber durante meses. Durante este tiempo, Masao tendría un feudo con Mitsuo Momota, pero no fue capaz de subir de nivel, y fue contactado por Tenryu para la nueva promoción SWS poco después.

### Super World of Sports (1990-1992)
En los inicios de su andadura Super World of Sports, Orihara subió considerablemente en la escala y compitió extensamente a lo largo de meses, teniendo enfrentamientos con Akira Katayama y Kenichi Oya. A sugerencia de varios luchadores mexicanos que luchaban en SWS en ese entonces, Orihara dejó la empresa y fue transferido a México para entrenar allí.

### Consejo Mundial de Lucha Libre (1992)
El 7 de marzo de 1992, Orihara hizo su debut en el Consejo Mundial de Lucha Libre de México como Iga, usando un gimmick de ninja. Iga se hizo rápidamente popular y formó equipo con Koga, otro luchador similar a él, para competir por parejas y en tríos con algunos de los principales luchadores del momento. Además, durante su estancia en el país Orihara aprendió los fundamentos de la lucha libre mexicana, desarrollando un estilo aéreo lleno de arriesgadas acrobacias y técnicas aéreas. 
Meses después, cuando SWS se hubo convertido en una nueva empresa llamada WAR, Orihara fue llamado de nuevo a Japón.

### Wrestle Association R (1992-1997)
A su llegada a Wrestle Association R, Orihara se hizo íntimo amigo de Último Dragón, formando equipo con él y con Koki Kitahara durante los años siguientes. Con su estilo de lucha aprendido en México, Orihara ganó fama en la empresa gracias a sus emocionantes combates con Dragón y otros miembros de WAR de similar trasfondo, siendo de los primeros luchadores en Japón en mostrar tales habilidades. Debido a los contactos entre WAR y New Japan Pro Wrestling, la mayor empresa de lucha libre de Japón del momento, Masao tuvo la oportunidad de competir en el Top Of The Super Juniors IV, donde derrotó a Dave Finlay y El Samurái antes de ser eliminado por Pegasus Kid. Orihara se enfrentó poco después a Jushin Thunder Liger por el IWGP Junior Heavyweight Championship sin conseguirlo, pero luego se restablecería derrotando sorprendentemente a Tiger Mask.
De vuelta a WAR, Masao hizo equipo con The Great Sasuke & Shiryu para competir en un torneo por el WAR World Six Man Tag Team Championship, pero fueron eliminados en la semifinal por Animal Hamaguchi, Genichiro Tenryu & Koki Kitahara. Más tarde, Masao competiría en un torneo por el WAR International Junior Heavyweight Championship, pero sería eliminado por Lionheart en la primera ronda.
Cuando a finales de 2005 comenzó a flaquear económicamente, Masao prefirió ser liberado de su contrato y comenzó a competir de forma freelance, apareciendo en Frontier Martial-Arts Wrestling y en la efímera Tokyo Pro Wrestling como Gekko (usando una máscara de lagarto similar a un gekkonidae). Su última aparición en WAR fue en julio de 1997, cuando se enfrentó a Yuji Yasuraoka en un combate por el WAR International Junior Heavyweight Championship, siendo derrotado.

### Michinoku Pro Wrestling (1997-2004)
En 1997, Masao fue contratado por Michinoku Pro Wrestling, una empresa creada por The Great Sasuke con base en Tohoku. Pronto Orihara se convirtió en uno de sus regulares, compitiendo en ella durante el año. En esa misma empresa, Masao se reveló heel y comenzó a usar el gimmick de Sasuke the Great, un impostor de The Great Sasuke que luchaba con su mismo estilo y con una extraña máscara, lejanamente similar a la de Sasuke.

### BattlARTS (1997-1999)
En julio de 1997, Orihara debutó en la empresa de shoot wrestling BattlARTS durante su torneo Young Generation Battle 1998. A pesar de ser un luchador de estilo aéreo, y por tanto en desventaja teórica con los luchadores de shoot de la promoción, Masao mantuvo su posición bien alta en el cuadrilátero gracias a sus habituales trampas heel, y consiguió un gran número de victorias al lado de Takeshi Ono,aparte de derrotar individualmente a luchadores como Minoru Tanaka, Ikuto Hidaka o Ryuji Hijikata. A finales de 1998, Orihara & Ono participaron en la Tag Battle 1998, aunque sin conseguir ganarla. Poco después, Masao dejó BattlARTS.

### New Japan Pro Wrestling (1999)
A mediados de 1999, Orihara volvió a competir en el torneo Best Of The Super Juniors VI de New Japan Pro Wrestling. Además, Masao compitió en numerosos shows de NJPW por entonces, haciendo equipo con Masaaki Mochizuki y otros luchadores.

### Toryumon (1999-2002)
A lo largo de 1999, Sasuke the Great realizó varias apariciones en Toryumon, teniendo varias victorias contra Masaaki Mochizuki, Genki Horiguchi, Chocoball KOBE, Yasushi Kanda y MAKOTO. Su única derrota sería contra Mochizuki, quien se vengó de él venciéndole en otro combate.

### Dramatic Dream Team (1997-2000)
Orihara fue uno de los primeros luchadores en formar parte de Dramatic Dream Team, entrando en un feudo con su fundador Sanshiro Takagi. De hecho, Masao fue el primer campeón del KO-D Openweight Championship cuando derrotó a Takagi en un torneo inaugural, reteniéndolo durante semanas antes de perderlo ante Koichiro Kimura.

### Retiro temporal
En 2004, Orihara declaró que se retiraba de la lucha libre profesional, aquejado de graves problemas físicos y psicológicos. Meses después, sin embargo, Masao anunció su retorno a la lucha.

### Real Japan Pro Wrestling (2005-presente)
En abril de 2005, Orihara tuvo una aparición en el primer programa de Real Japan Pro Wrestling, haciendo equipo con un falso Sasuke the Great encarnado por Pentagón Black. A partir de entonces, Masao se convirtió en uno de sus miembros habituales.

## En lucha
- Movimientos finales
  - Diving moonsault[1][2]
  - Diving somersault dropkick[1][2]
  - Sitout scoop slam piledriver,[1][2] a veces desde una posición elevada

- Movimientos de firma
  - Spider German Suplex[1][2] (Pendulum German superplex)
  - WAR Special (Grounded double chickenwing)
  - Belly to back suplex
  - Bridging German suplex
  - Cartwheel over the top rope suicide moonsault[2] - 1997-2004; adoptado de The Great Sasuke
  - Cross armbar
  - Crucifix pin
  - Delayed sitout belly to back piledriver[2]
  - Diving crossbody, a veces hacia fuera del ring
  - Diving double foot stomp a la nuca de un oponente arrodillado
  - Diving headbutt a un oponente tumbado con la cabeza fuera del ring[2] - 1997-2004; adoptado de The Great Sasuke
  - Dropkick, a veces desde una posición elevada
  - Fujiwara armbar
  - Inverted triangle choke
  - Kip-up
  - Kneeling belly to belly shoulderbreaker
  - Lifting DDT[3]
  - Low blow
  - Octopus hold
  - Running lariat
  - Second rope springboard moonsault, a veces hacia fuera del ring
  - Sitout inverted front powerslam[4]
  - Standing moonsault
  - Standing powerbomb[2]
  - Suicide diving moonsault[2]

## Campeonatos y logros
- Consejo Mundial de Lucha Libre
  - CMLL Japan Tag Team Championship (1 vez) - con Nosawa

- Dramatic Dream Team
  - KO-D Openweight Championship (1 vez)

- Michinoku Pro Wrestling
  - UWA/UWF Intercontinental Tag Team Championship (1 vez) - con SASUKE
  - Apex of Triangle Six–Man Tag Team Championship (1 vez) - con Takeshi Ono & KAW*KAW (1)
  - Futaritabi Tag Team League (2003) - con Dick Togo

- Mobius
  - Apex of Triangle Six–Man Tag Team Championship (2 veces) - con Dick Togo & Kintaro Kanemura (1) y Dick Togo & Tomohiko Hashimoto (1)

- Real Japan Pro Wrestling
  - RJPW Legends Championship (1 vez)

- Tenryu Project
  - Tenryu Project International Junior Heavyweight Championship (1 vez)
  - Tenryu Project International Junior Heavyweight Tag Team Championship (1 vez) - con Black Tiger

- World of Entertainment Wrestling
  - Apex of Triangle Six–Man Tag Team Championship (1 vez) - con Dick Togo & Kintaro Kanemura

- Pro Wrestling Illustrated
  - Situado en el Nº47 en los PWI 500 de 2000[5]

- Wrestling Observer Newsletter
  - WON Mejor movimiento de lucha (1994) Diving moonsault

- Tokyo Sports Grand Prix
  - Principiante del año (1991)